# 7,5 × 54 мм MAS
7,5×54 мм MAS (7.5 French) — французский винтовочный патрон, разработанный в 1929 году. Создан на основе патрона 7,5×57 мм MAS образца 1924 года. Пришёл на смену устаревшему патрону 8×50 мм R Лебель, использовавшемуся французскими войсками в Первой мировой войне. По убойности патрон сравним с более поздним патроном 7,62×51 мм НАТО. Более всего французский 7,5-мм патрон схож с швейцарским 7,5×55 мм.

## История
Первая мировая война выявила необходимость замены устаревшего 8-мм Лебеля более совершенным патроном, однако замену боеприпаса решили провести после окончания войны, дабы не создавать помех уже налаженному массовому производству патронов. В 1924 году был введён 7,5×57 мм MAS, однако вскоре он был заменён на более короткий 7,5×54 мм, чтобы избежать путаницы с немецким 7,92×57 мм. Было создано два варианта патрона: 1924C и 1924D — лёгкий и тяжёлый соответственно. Французская армия решила принять лёгкий вариант с массой пули около 9,4 г для использования в винтовках MAS-36 и MAS-49, а также в ручном пулемёте MAC M1924/29. Более тяжёлый 1924D с массой пули 12,4 г использовался в станковых пулемётах. Военные заказали производство бронебойных, трассирующих, зажигательных, учебных и других боеприпасов. Патрон по-прежнему классифицируется во Франции как военный.

## Оружие, использующее патрон 7,5×54 мм
- AA-52 — единый пулемёт.
- Darne — авиационный пулемёт;
- FR-F1 — снайперская винтовка;
- Hotchkiss M1914 — станковый пулемёт Первой и Второй мировых войн;
- Hotchkiss M1922 — ручной пулемёт;
- MAC 1934 — авиационный пулемёт;
- MAC M1924/29 — ручной пулемёт;
- MAS-36 — винтовка со скользящим затвором;
- MAS-49;
- Reibel — пулемёт;
- FN-Browning mle 38 — авиационный пулемёт;